# سانت بیسنک د منتالت
سانت بیسنک د منتالت (به اسپانیایی: Sant Vicenç de Montalt) یک شهرستان در اسپانیا است که در بارسلون واقع شده‌است.

## خصوصیات
سانت بیسنک د منتالت ۸٫۱۰ کیلومترمربع مساحت و ۵٬۲۶۷ نفر جمعیت دارد و ۱۴۳ متر بالاتر از سطح دریا واقع شده‌است.